# نادي بلاك أفريكا
نادي بلاك أفريكا الرياضي هو نادي كرة قدم من ناميبيا يلعب في دوري ناميبيا الممتاز.

## الإنجازات
- دوري ناميبيا الممتاز: 9

1989, 1994, 1995, 1998, 1999, 2011, 2012, 2013, 2014
- كأس ناميبيا: 3

1990, 1993, 2004

## المشاركات في البطولات الأفريقية
- دوري أبطال أفريقيا: مشاركة وحيدة

2014 – الدور التمهيدي
- بطولة أفريقيا للأندية البطلة: مشاركة وحيدة

1996 –الدور الأول
- كأس إفريقيا للأندية الفائزة بالكؤوس: مشاركتين

1991 – الدور التمهيدي
1994 – انسحب في الدور التمهيدي

## روابط خارجية
- الموقع الرسمي